# Далидович, Анатолий Владимирович
Анатолий Владимирович Далидович (род. 27 апреля 1956 года) — советский пловец в ластах.

## Карьера
Подводным спортом занимался с 1971 года. Его тренером был в спортивном клубе спорта был Вячеслав Штурм, у которого тренировались также Петер Вайк и Александр Тульк. С 1975 года тренировался самостоятельно.
С 1974 года - в молодёжной сборной СССР, а с 1975 года - в основной сборной. В 1975 - 1987 годах выиграл пять золотых наград чемпионата мира, 16 - чемпионата Европы и 50 золотых наград чемпионата СССР.  В 1986 году удостоен звания заслуженный мастер спорта СССР.
В 1977 году закончил Таллинский педагогический институт.
В 1987 году закончил Таллинский университет.
Среди его учеников: Вячеслав Зайцев, Валерий Александров, Татьяна Семиколенова, Юлия Колесникова и другие эстонские подводники.